# Xysticus discursans
Xysticus discursans là một loài nhện trong họ Thomisidae.
Loài này thuộc chi Xysticus. Xysticus discursans được Eugen von Keyserling miêu tả năm 1880.